# Verona Challenger 1990
Il Verona Challenger 1990 è stato un torneo di tennis facente parte della categoria ATP Challenger Series nell'ambito dell'ATP Challenger Series 1990. Il torneo si è giocato a Verona in Italia dal 27 agosto al 2 settembre 1990 su campi in terra rossa.

## Vincitori

### Singolare
Richard Krajicek ha battuto in finale  Jacco Eltingh con il punteggio di 6–4, 6–4

### Doppio
Sláva Doseděl /  Dmitrij Poljakov hanno battuto in finale  Jacco Eltingh /  Menno Oosting con il punteggio di 6–0, 6–7, 6–4